# Markus Notter
Markus Notter (°1960), is een Zwitsers politicus.
Markus Notter is lid van de Sociaaldemocratische Partij van Zwitserland (SP) en vertegenwoordigt deze partij in de Regeringsraad van het kanton Zürich. 
Markus Notter was van 1 mei 2001 tot 30 april 2002 voorzitter van de Regeringsraad (dat wil zeggen regeringsleider) van het kanton Zürich.